# Puysserampion
 Puysserampion  es una población y comuna francesa, en la región de Aquitania, departamento de Lot y Garona, en el distrito de Marmande y cantón de Lauzun.

## Demografía
| 256 | 211 | 166 | 244 | 274 | 243 |
| Para los censos de 1962 a 1999 la población legal corresponde a la población sin duplicidades (Fuente: INSEE [Consultar]) |     |     |     |     |     |